# 絕對逆襲
《絕對逆襲》（英語：Puncture，英國上映時名為）是一部2011年的獨立電影，由亞當·凱森和馬克·凱森執導，主演是基斯·伊雲斯。本片改編自麥克·大衛·魏斯和Paul Danziger的真實故事。本片被選在2011年翠貝卡電影節的焦點電影之一，2011年4月21日在紐約市上映。

## 演員
- 基斯·伊雲斯 飾 律師麥克·大衛·魏斯（英语：Michael David Weiss）
- 馬克·凱森（英语：Mark Kassen） 飾 律師Paul Danziger
- 馬歇爾·貝爾（英语：Marshall Bell） 飾 Jeffrey Dancort
- 麥可·賓恩 飾 Red
- 凡妮莎·蕭（英语：Vinessa Shaw） 飾 Vicky Rogers
- 傑西·L·馬丁（英语：Jesse L. Martin） 飾 律師Daryl King
- 布雷特·庫倫 飾 Nathaniel Price
- 凱特·波頓（英语：Kate Burton (actress)） 飾 參議員O'Reilly
- Erinn Allison 飾 Kim Danziger
- Roxanna Hope 飾 Sylvia
- 珍妮佛·布蘭克（英语：Jennifer Blanc） 飾 Stephany
- W·馬克·藍尼爾（英语：W. Mark Lanier） 飾 他自己
- 奧斯汀·史托爾（英语：Austin Stowell） 飾 急救室醫生

## 外部連結
- 互联网电影数据库（IMDb）上《Puncture》的资料（英文）
- 官方网站